# El ojo de vidrio (película)
El ojo de vidrio es una película épica de la revolución mexicana de 1969, dirigida por René Cardona Jr. y protagonizada por Antonio Aguilar, Flor Silvestre, Manuel Capetillo, Eleazar García "Chelelo", Alejandro Reyna y Guillermo Rivas. Con trasfondo de la Revolución Mexicana, la película cuenta la historia del ex jinete de caballos y bandolero Porfirio Alcalá y Buenavista, quien se convierte en el protagonista de un popular corrido junto con sus cuatro primos, luego de ser notoriamente heroico por asaltar a los terratenientes ricos y ayudar a los pobres. Siendo cada uno notable por tener un ojo como resultado de una injusticia, los cinco héroes se encuentran con dos ciudadanas y un actor de teatro que los ayuda a disfrazarse para sus diversas incursiones. Como su último ataque de incursión, toman venganza del hombre que causó su tragedia y evaden a las tropas revolucionarias que piden la paz después de que Porfirio Díaz renuncia y se exilia.
El ojo de vidrio, rodada en locaciones de Tayahua, Zacatecas, fue un éxito de taquilla en los cines mexicanos y se distingue particularmente por su uso imaginativo de mezclar el drama con el alivio cómico dentro de los personajes principales. La historia y el guion de la película fueron escritos por Antonio Aguilar y Alfredo Varela, quien también interpreta al actor de teatro. La película también se destaca por tener 117 minutos de duración, que no es el tiempo de ejecución promedio de las películas mexicanas normales de bajo presupuesto. Dio lugar a la secuela Vuelve el ojo de vidrio, estrenada al año siguiente.

## Elenco
- Antonio Aguilar como Porfirio Alcalá y Buenavista "El Ojo de Vidrio": Ex arriero de caballos de Palo Quemado que, tras un enfrentamiento, quedó tuerto por la brutalidad de su jefe, Barbosa. Está enamorado de Coralillo y planea casarse con ella y retirarse a una vida pacífica en la granja.
- Flor Silvestre como María "La Coralillo": Cantante, hija de maderista y natural de San José de Gracia, se caracteriza por ser testaruda y luchadora. Es prima de Cocorito y luego se convierte en el interés amoroso de Porfirio. Su apodo hace referencia a su personalidad peligrosa a la de una serpiente de leche .
- Manuel Capetillo como Gumaro Buenavista: Coronel tuerto del ejército de Porfirio y primo suyo, es el malhablado e impaciente de los cuatro hermanos. Siempre que quiere maldecir, Porfirio o sus hermanos le silban para impedir que maldiga.
- Eleazar García como Chelelo Buenavista: Coronel tuerto del ejército de Porfirio y su primo, es el divertido y tonto de los cuatro hermanos.
- Alejandro Reyna como Plácido Buenavista: Coronel tuerto del ejército de Porfirio y primo suyo, es el lógico y mayor de los cuatro hermanos.
- Guillermo Rivas «El Borras» como Jerónimo Buenavista: Coronel tuerto del ejército de Porfirio y su primo, es el lento y tímido de los cuatro hermanos. Está enamorado de Cocorito y planea casarse con ella.
- Arturo Martínez como Melitón Barbosa: Brutal y rico hacendado a quien el padre de Porfirio le debe dinero, y luego provoca su muerte y deja a su hijo y sobrinos sin un ojo.
- Raúl Meraz como Capitán Mendiosabál: oficial del ejército federal cuyo regimiento se encuentra en San José de Gracia, está enamorado de Coralillo y es amigo de Don Ramíro y el Señor de la Maza.
- Luis Manuel Pelayo como Señor de la Maza: ranchero español de habla rápida que también es asaltado por Porfirio.
- Arturo Castro como Don Ramiro: ganadero acomodado de San Isidro, asaltado por Porfirio.
- Yuyú Varela como Socorro González "La Cocorito": Graciosa prima de Coralillo, enamorada de Jerónimo.
- Alfredo Varela, Jr. como Señor Fregoli "Fregolini": actor de teatro y maquillador, ayuda a Porfirio con sus disfraces y los de sus primos y también los acompaña en sus diversos viajes.
- Víctor Alcocer como Bernardo Iglesias del Toro: Último ganadero allanado por Porfirio, y también lo denuncia y ordena arrestar a Coralillo y Cocorito.

## Lanzamientos
El ojo de vidrio fue lanzado por primera vez en VHS en 1991 por Million Dollar Video, y luego en 2003 bajo el sello "Antonio Aguilar: Colección Clásica". En 2006, Tekila Films restauró digitalmente la película y la lanzó en formato DVD, con características adicionales como selecciones de escenas y biografías.